# 雅士利
雅士利國際控股有限公司（港交所除牌前：1230），简称雅士利，是中国蒙牛集团旗下的一家乳制品公司。

## 历史
1983年，19岁的张利钿在家乡广东潮州创办雅士利公司。早期以生产各种食品为主，1998年將業務主力置於生產和銷售嬰幼兒配方奶粉產品及營養食品。2010年11月1日於香港交易所主板上市。招股價為4.8港元，全球發售為644,000,000股，集資額為31億港元。主要策略投資者為凱雷集團、復星集團等。
2013年6月中旬，蒙牛集团作价124億港元并购雅士利，是迄今为止中国乳业最大规模的一次并购。。
2014年10月，法国达能集团以43.89亿港元收购雅士利25%股份，成为雅士利第二大股东。
2015年12月，雅士利以12.3亿港元收购法国达能集团旗下多美滋中国全部股权，多美滋中国成为雅士利的间接全资附属公司。

## 相关事件

### 奶粉污染事件
2008年9月，三鹿集团生产的一批婴幼儿奶粉中被查出含有化工原料三聚氰胺，导致中国各地多名服食受污染奶粉的婴儿患上肾结石。而雅士利生产的婴幼儿奶粉中也同样被检出含三聚氰胺。
2008年9月17日，雅士利对因食用这些批次奶粉而造成身心伤害的消费者表示道歉。
2009年，郭利因为女儿食用雅士利奶粉后出现肾脏问题，而向雅士利公司索赔。其谈话录音被雅士利公司秘密录制后，雅士利公司以敲诈勒索为由报案。郭利被判五年有期徒刑并于2014年刑满出狱。服刑期间和妻子离婚并丧失了女儿的抚养权。2017年，郭利再审被判无罪。郭利在继续寻求雅士利公司的赔偿。

## 外部連結
- Yashili.hk （页面存档备份，存于）
- Yashili.com （页面存档备份，存于）